# Louane Emera
Anne Peichert (Hénin-Beaumont, 26 de noviembre de 1996), más conocida por su nombre artístico Louane Emera o simplemente Louane, es una cantante y actriz francesa. 
Alcanzó la fama tras resultar semifinalista de la segunda edición de La Voz - Francia, con Louis Bertignac como preparador.
El 30 de enero de 2025, fue anunciada como la representante francesa del Festival de la Canción de Eurovisión 2025 que se celebró en la ciudad de Basilea (Suiza), donde finalizó en séptimo lugar al obtener 230 puntos con su canción "Maman".

## Biografía
Anne Peichert creció en Hénin-Beaumont, en el departamento francés de Paso de Calais, junto con cuatro hermanas y un hermano. El padre de Louane, Jean-Pierre Peichert, era francés, hijo de madre polaca y padre alemán. Su madre, Isabel Pinto dos Santos, nació en Portugal, hija de padre portugués y madre brasileña.

## Carrera
En 2008 participó en el programa L'École des Stars, un concurso musical emitido por la televisión francesa.
Louane es huérfana. Dedicó su versión de "Imagine" a su padre, quien había muerto tres meses antes de su participación en La Voz. Su madre falleció en el 2014 tras una larga enfermedad. Emera ha dicho que sus padres tenían que castigarle a menudo debido a su hiperactividad, pero siempre la trataron con amor y aprendió mucha disciplina de ellos.
Participó en la película La Familia Bélier, con la cual ganó un Premio César. En octubre de 2021, participó en el álbum Pokémon 25: The Album, con la canción «Game Girl».

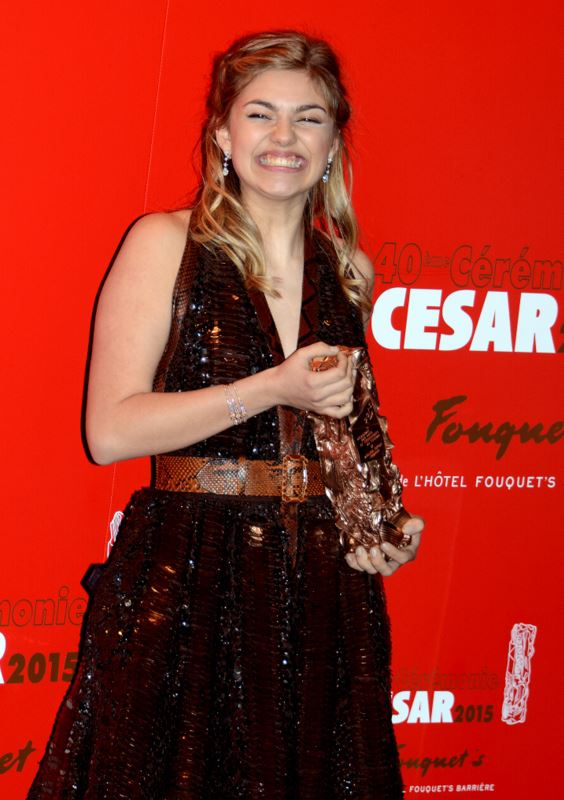
Premio César

## Programas
| Año  | Nombre            | Notas                         |
| ---- | ----------------- | ----------------------------- |
| 2008 | L'École des Stars |                               |
| 2013 | La Voz - Francia  | Segunda Edición Semifinalista |

## Filmografía
| Año  | Película          | Personaje    | Notas                                                                            |
| ---- | ----------------- | ------------ | -------------------------------------------------------------------------------- |
| 2014 | La familia Bélier | Paula Bélier | Premio César a la actriz más prometedora Premio Lumière a la revelación femenina |
| 2017 | Sahara            | Eva          | voz                                                                              |